# Clásico Corinthians - Flamengo
El Encontro das Nações (Encuentro de las Naciones) es como se conoce popularmente al encuentro de fútbol entre el Clube de Regatas do Flamengo y el Sport Club Corinthians Paulista, respectivamente, los clubes más populares del Estado de Río de Janeiro y el Estado de São Paulo, que a su vez son las dos instituciones con mayor número de simpatizantes en Brasil. 
Aunque se llama 'clásico', en Brasil es tratado más como un partido importante entre dos de los clubes más grandes del país, ya que las hinchadas de ambos equipos no consideran el otro como un rival clásico, siendo una rivalidad muchas veces sobrevalorada por los medios brasileños y latinoamericanos.
En la primera decisión directa de títulos entre los dos equipos, el Corinthians se proclamó campeón de la Supercopa de Brasil 1991 sobre Flamengo con la victoria por 1 a 0, gol del mediocampista Neto. La Supercopa de Brasil fue una copa disputada entre el campeón del Campeonato de Brasil y el campeón de la Copa de Brasil del año anterior. En 2022 estuvieran en la final de la copa de Brasil, donde Flamengo salió campeón después de derrotar a Corinthians por penales.
El primero enfrentamiento entre los equipos tuvo lugar el 1 de diciembre de 1918, en un encuentro de carácter amistoso que finalizó con triunfo de Corinthians por 2:1. Los dos clubes ya se han enfrentado en 10 series eliminatorias, con ventaja para el equipo rojinegro, que ganó 7 de ellas contra 3 del Corinthians.

## Estadísticas

### Historial general
De 1918 se han realizado 155 partidos con 34 empates, 65 victorias y 239 goles de Flamengo, 56 triunfos y 218 goles de Corinthians.